# Emelina Carreño
Emelina Carreño Pareja (Alcázar de San Juan, 1912 - Madrid, 21 de enero de 1999) fue una modelo española, elegida Miss España en 1931.

## Biografía
Representante de la Comunidad Autónoma de Castilla-La Mancha (en aquella época Castilla La Nueva), Emelina Carreño fue elegida Miss España el 27 de enero de 1931 Tiempo después, Carreño consiguió también el título de Miss República.
En 2009, el escritor Enrique Sánchez Lubián tituló su libro Emelina, La belleza que alumbró a la república. Orígenes de los concursos de misses en España, 1929-1932.